# Austin Reaves
Austin Tyler Reaves (nascut el 29 de maig de 1998), és un jugador professional de basquetbol estatunidenc dels Los Angeles Lakers de la National Basketball Association (NBA). Va jugar a basquetbol universitari per als Wichita State Shockers i els Oklahoma Sooners. Es va unir als Lakers com a agent lliure no seleccionat al draft.

## Primers anys
Reaves va assistir a Cedar Ridge High School a Newark, Arkansas. Va guanyar dos títols estatals consecutius de la Classe 2A en els seus dos primers anys. Reaves va aconseguir 73 punts en una victòria en tres temporades extres contra Forrest City High School. Com a sènior, va promediar 32,5 punts, 8,8 rebots i 5,1 assistències per partit, liderant el seu equip cap a un títol estatal de la Classe 3A. Reaves va ser nomenat MVP del torneig estatal després de promediar 43,3 punts en quatre partits. Va ser dues vegades seleccionat per al All-State de la Classe 3A. El 20 de gener de 2016, es va comprometre a jugar bàsquet universitari per a Wichita State per sobre d'ofertes de South Dakota State i Arkansas State.

## Trajectòria universitària

### Wichita State
En entrar a la seva temporada de primer any a Wichita State, Reaves es va sotmetre a una cirurgia per reparar un labrum trencat al seu espatlla esquerra. Havia estat jugant amb la lesió des del seu tercer any d'institut. Com a primer any, va promediar 4,1 punts per partit en un rol de reserva. Després de la temporada, Reaves es va sotmetre a una cirurgia per reparar un labrum trencat a l'espatlla dreta, que s'havia dislocat tres vegades durant la seva carrera universitària, fent que es perdés partits. El 28 de gener de 2018, va registrar un màxim de 23 punts i quatre assistències en una victòria per 90-71 contra Tulsa. Reaves va aconseguir set triples a la primera part, el màxim en una part en la història del programa. Com a segon any, va promediar 8,1 punts i 3,1 rebots per partit, tirant amb un 42,5% des de la línia de tres punts.

### Oklahoma

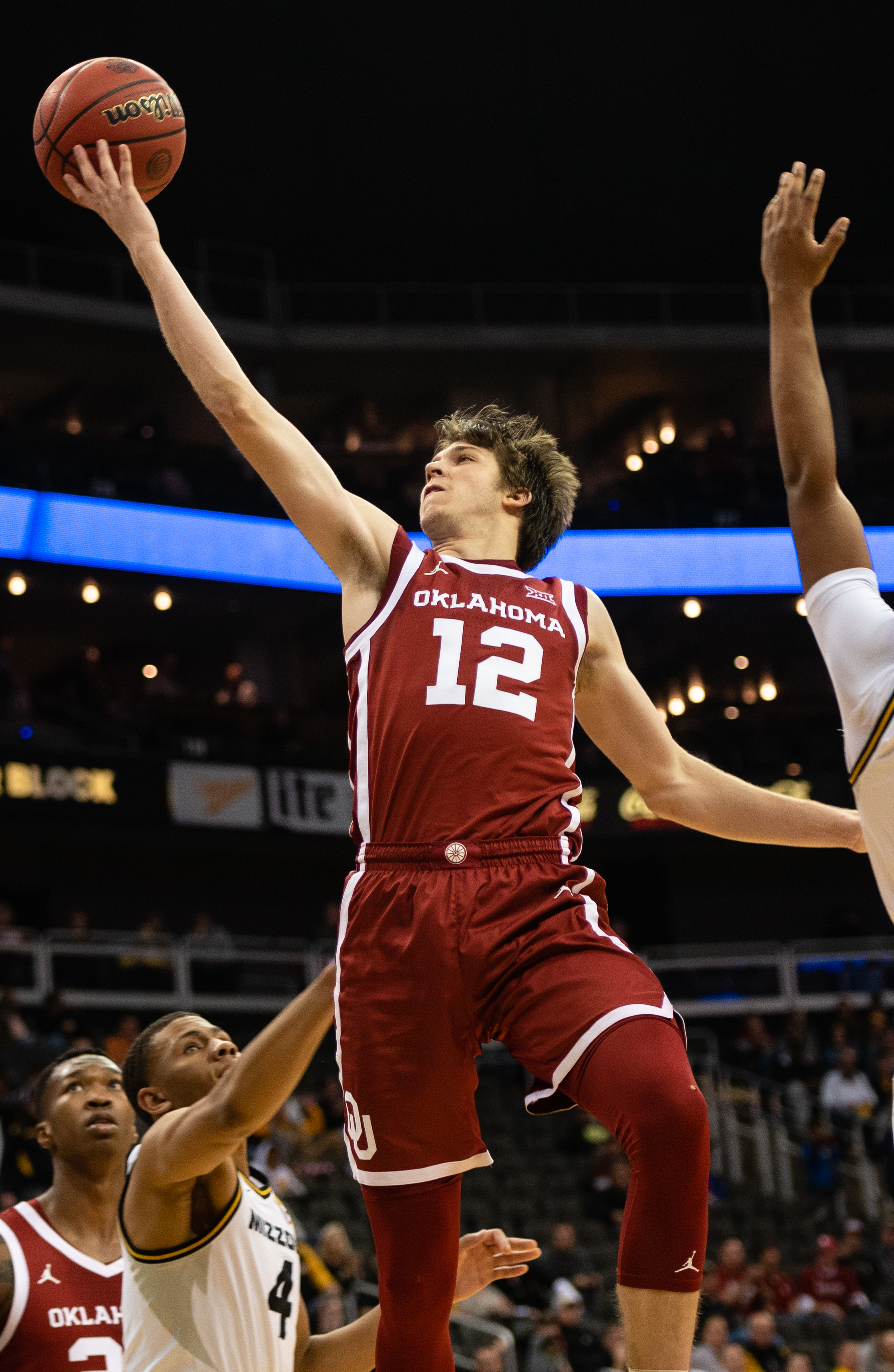
Reaves a Oklahoma el 2019

Després de la seva temporada de segon any, Reaves es va transferir a Oklahoma i es va quedar fora la temporada següent a causa de les regles de transferència de la NCAA. Durant el seu any de redshirt, va fer entrenament de força i va guanyar 20 lliures (9 kg). El 7 de març de 2020, Reaves va registrar un màxim de 41 punts, sis assistències i cinc rebots en una victòria per 78-76 contra TCU. Va liderar una remuntada de 19 punts a la segona part i va fer la cistella guanyadora amb 0,5 segons restants. Com a júnior redshirt, Reaves va promediar 14,7 punts, 5,3 rebots i tres assistències per partit i va ser nomenat per a l'equip All-Newcomer de la Big 12. El 6 de desembre de 2020, va registrar un màxim de 32 punts, nou assistències i sis rebots en una victòria per 82-78 contra TCU. A la segona ronda del torneig de la NCAA, Reaves va aconseguir 27 punts en una derrota per 87-71 contra els Gonzaga, el cap de sèrie número u. Com a sènior, va promediar 18,4 punts, 5,5 rebots i 4,6 assistències per partit, obtenint els honors del primer equip All-Big 12. El 31 de març, Reaves es va declarar per al 2021 NBA draft, renunciant a la seva elegibilitat universitària restant.

## Trajectòria professional
Reaves va quedar sense ser seleccionat al 2021 NBA draft. Va dir que va rebutjar ser seleccionat en la posició 42 pel Detroit Pistons, optant en lloc d'això per signar un two-way contract amb els Los Angeles Lakers el 3 d'agost de 2021. El 27 de setembre, va ser fitxat amb un contracte estàndard de la NBA. El 22 d'octubre, Reaves va debutar a la NBA, aconseguint vuit punts des de la banqueta en una derrota per 115-105 contra els Phoenix Suns. El 15 de desembre, va aconseguir 15 punts, amb 5 de 6 tirs de tres, va agafar 7 rebots i va fer un triple guanyador en una victòria per 107-104 sobre els Dallas Mavericks. Durant el partit final de la temporada dels Lakers el 10 d'abril de 2022, en una victòria per 146-141 en la pròrroga contra els Denver Nuggets, Reaves va aconseguir el seu primer triple-double de la seva carrera, i va registrar els seus màxims de rebots i assistències anteriors, amb 16 rebots i 10 assistències juntament amb 31 punts en 42 minuts.
El 19 de març de 2023, Reaves va aconseguir un rècord personal fins aleshores de 35 punts amb sis rebots i sis assistències des de la banqueta en una victòria per 111-105 contra els Orlando Magic, en què va aconseguir els 10 punts finals per als Lakers. El 16 d'abril, al partit 1 de la sèrie de playoffs de primera ronda contra els Memphis Grizzlies, el primer partit de playoffs de la NBA de la seva carrera, va aconseguir 23 punts en una victòria per 128-112. Va igualar aquesta actuació al partit 4 de la mateixa sèrie, liderant els Lakers en anotació en una victòria per 117-111 en la pròrroga. El seu reeixit any de debut va fer que rebre els sobrenoms de "Hillbilly Kobe", "White Kobe" i "AR-15", encara que el mateix Reaves va expressar públicament la seva aversió per aquests sobrenoms.
El 6 de juliol de 2023, Reaves va renovar amb els Los Angeles Lakers amb un contracte de quatre anys i 54 milions de dòlars. Va començar els vuit primers partits de la temporada 2023-24 per una ratxa de 34 titularitats consecutives, des de la temporada regular i els playoffs 2022-23, abans de sortir des de la banqueta per 15 punts i set assistències contra els Suns en la primera victòria fora de casa dels Lakers de la temporada.

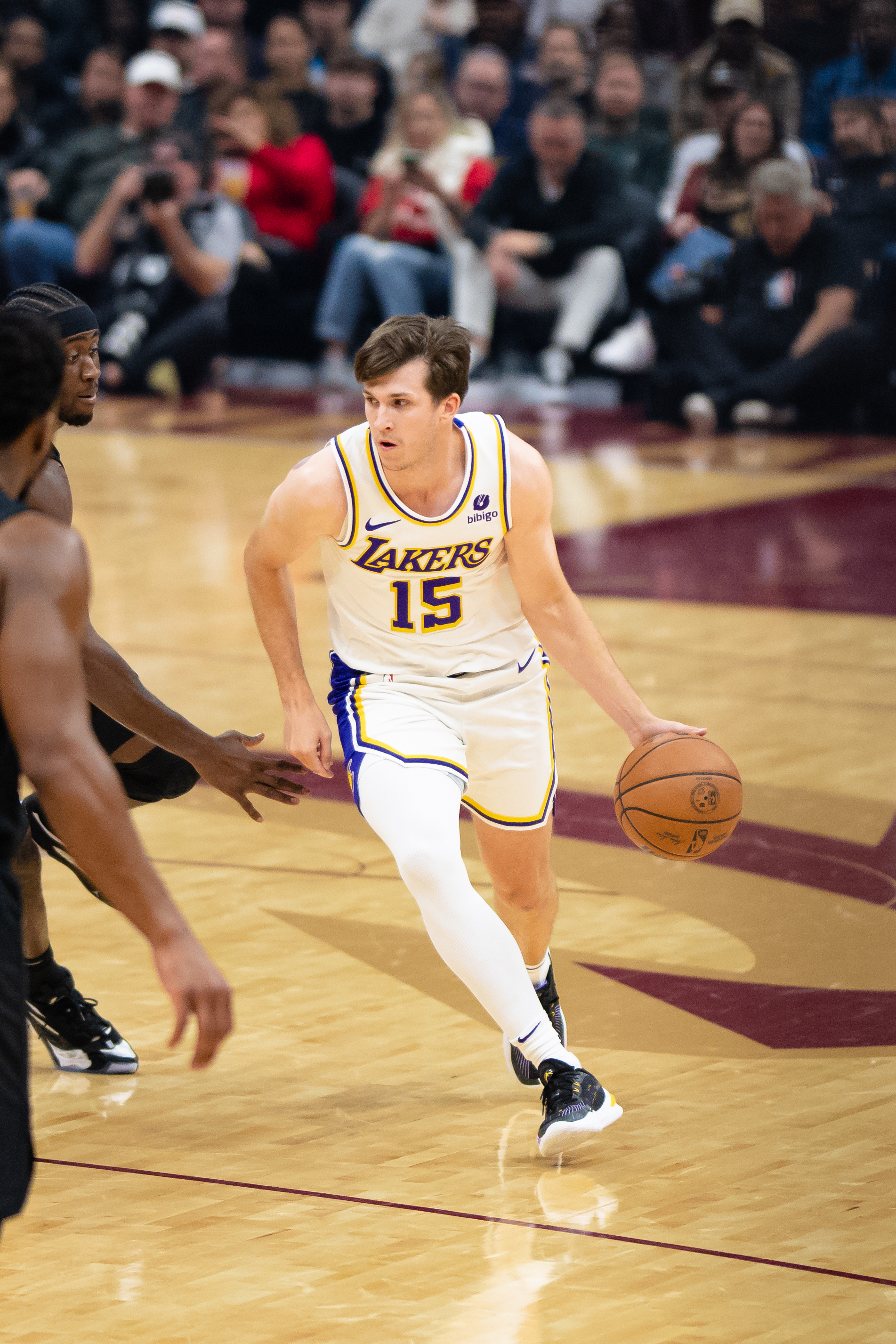
Reaves el 2023

El 9 de desembre de 2023, Reaves i els Lakers van guanyar la temporada inaugural del NBA In-Season Tournament. Reaves va aconseguir 28 punts des de la banqueta a la final contra els Indiana.
El 31 de gener de 2024, Reaves va registrar un màxim de temporada fins aleshores de 28 punts juntament amb sis assistències i dos robatoris en una derrota per 138-122 contra els Atlanta Hawks. Al seu següent partit, l'1 de febrer de 2024, va aconseguir 32 punts amb un rècord personal de set triples en una victòria per 114-105 sobre els Boston Celtics. Al seu següent partit, el 3 de febrer, el seu primer al Madison Square Garden, Reaves va aportar 22 punts, sis rebots, set assistències i dos taps mentre els Los Angeles Lakers derrotaven els New York Knicks per 113-105, inclosos quatre tirs lliures en els últims moments. Jugant sense LeBron James el 26 de març contra els Milwaukee Bucks, Reaves va aconseguir un triple-doble amb 29 punts, 14 rebots i 10 assistències en una victòria per 128-124 fora de casa en doble pròrroga.
El 25 de desembre de 2024, Reaves va aconseguir la cistella guanyadora i va acabar amb un triple-doble de 26 punts, 10 rebots i 10 assistències en una victòria per 115-113 sobre els Golden State Warriors. El 28 de desembre, Reaves va registrar un rècord personal de 16 assistències en una victòria per 132-122 sobre els Sacramento Kings. El 17 de gener de 2025, Reaves va aconseguir un rècord personal fins aleshores de 38 punts en una victòria per 102-101 sobre els Brooklyn Nets. Reaves més tard va superar aquest rècord l'8 de febrer, aconseguint 45 punts en una victòria per 124-117 sobre els Indiana Pacers. Amb aquesta actuació, Reaves es va convertir en el quart jugador dels Lakers en els últims vint anys a aconseguir almenys 45 punts, unint-se a Kobe Bryant, LeBron James i Anthony Davis. A més, Reaves és només el sisè jugador dels Lakers a aconseguir una estadística de 45 punts, 7 rebots i 7 assistències.
El 3 d'abril de 2025, Reaves va aconseguir 31 punts, 6 rebots i 3 assistències en un partit contra els Golden State Warriors. Reaves va fer 9 triples, amb la majoria d'ells al quart quart. Reaves també va superar el gran dels Lakers Kobe Bryant per la segona major quantitat de tirs de tres punts en una temporada en la història dels Lakers.

## Trajectòria amb la selecció nacional
Reaves va ser seleccionat per jugar a l'equip nacional dels EUA del 2023 per a la Copa del Món FIBA. Només era el tercer jugador de la NBA no seleccionat al draft en un equip nacional dels EUA, després de Ben Wallace (2002) i Brad Miller (2006).

## Estadístiques de la carrera

### NBA

#### Temporada regular
| Any     | Equip       | PJ  | PT  | Min  | %TC  | %T3  | %TL  | RPP | APP | ROB | TPP | PPP  |
| ------- | ----------- | --- | --- | ---- | ---- | ---- | ---- | --- | --- | --- | --- | ---- |
| 2021-22 | L.A. Lakers | 61  | 19  | 23.2 | .459 | .317 | .839 | 3.2 | 1.8 | .5  | .3  | 7.3  |
| 2022-23 | L.A. Lakers | 64  | 22  | 28.8 | .529 | .398 | .864 | 3.0 | 3.4 | .5  | .3  | 13.0 |
| 2023-24 | L.A. Lakers | 82  | 57  | 32.1 | .486 | .367 | .853 | 4.3 | 5.5 | .8  | .3  | 15.9 |
| 2024-25 | L.A. Lakers | 73  | 73  | 34.9 | .460 | .377 | .877 | 4.5 | 5.8 | 1.1 | .3  | 20.2 |
| Carrera | Carrera     | 280 | 171 | 30.1 | .481 | .370 | .863 | 3.8 | 4.3 | .7  | .3  | 14.5 |

#### Playoffs
| Any     | Equip       | PJ | PT | Min  | %TC  | %T3  | %TL  | RPP | APP | ROB | TPP | PPP  |
| ------- | ----------- | -- | -- | ---- | ---- | ---- | ---- | --- | --- | --- | --- | ---- |
| 2023    | L.A. Lakers | 16 | 16 | 36.2 | .464 | .443 | .895 | 4.4 | 4.6 | .6  | .2  | 16.9 |
| 2024    | L.A. Lakers | 5  | 5  | 34.8 | .476 | .269 | .895 | 3.8 | 3.6 | 1.4 | .6  | 16.8 |
| 2025    | L.A. Lakers | 5  | 5  | 39.2 | .411 | .319 | .857 | 5.4 | 3.6 | .2  | .6  | 16.2 |
| Carrera | Carrera     | 26 | 26 | 36.5 | .455 | .379 | .892 | 4.5 | 4.2 | .7  | .3  | 16.7 |

### Universitari
| Any     | Equip         | PJ       | PT       | Min      | %TC      | %T3      | %TL      | RPP      | APP      | ROB      | TPP      | PPP      |
| ------- | ------------- | -------- | -------- | -------- | -------- | -------- | -------- | -------- | -------- | -------- | -------- | -------- |
| 2016–17 | Wichita State | 33       | 0        | 11.8     | .448     | .509     | .757     | 1.8      | 1.1      | .4       | .3       | 4.1      |
| 2017–18 | Wichita State | 33       | 11       | 21.5     | .450     | .425     | .827     | 3.1      | 2.0      | .5       | .2       | 8.1      |
| 2018–19 | Oklahoma      | Redshirt | Redshirt | Redshirt | Redshirt | Redshirt | Redshirt | Redshirt | Redshirt | Redshirt | Redshirt | Redshirt |
| 2019–20 | Oklahoma      | 31       | 31       | 33.2     | .381     | .259     | .848     | 5.3      | 3.0      | 1.0      | .3       | 14.7     |
| 2020–21 | Oklahoma      | 25       | 25       | 34.5     | .443     | .305     | .865     | 5.5      | 4.6      | .9       | .3       | 18.3     |
| Carrera | Carrera       | 122      | 67       | 24.5     | .421     | .347     | .844     | 3.8      | 2.6      | .7       | .3       | 10.8     |

## Fora de la pista

### Vida personal
Reaves va créixer com a fan dels Los Angeles Lakers.
Reaves és fill de Nicole Wilkett i Brian Reaves. Ambdós pares van jugar bàsquet universitari per a Arkansas State. La seva mare va promediar 21,3 punts per partit i va obtenir honors de tot el campionat com a sènior, mentre que el seu pare va empatar en tercer lloc en la història del programa amb 384 assistències en la seva carrera. El germà de Reaves, Spencer, va jugar bàsquet universitari per a North Greenville i Central Missouri abans d'emprendre una carrera professional amb Juaristi ISB a Espanya. A partir de la temporada 2023-24, Spencer està amb Rasta Vechta a Alemanya. Reaves dóna crèdit al seu germà per despertar el seu interès pel bàsquet.
L'àvia de Reaves és alemanya, cosa que li va permetre obtenir un passaport alemany el 2022. El 2023, va expressar interès a jugar per a l'equip nacional d'Alemanya, però més tard es va unir a l'equip de la Copa del Món dels EUA del 2023.

### Acords de patrocini
El març de 2023, Reaves va signar un acord de calçat amb la marca xinesa d'articles esportius Rigorer, les sabatilles de la qual va portar durant la temporada 2022-23. La primera sabatilla, anomenada "AR1", es va llançar l'agost de 2023 a través del mercat de sabatilles Kicks Crew.